# Michael Koryta
Michael Koryta (Bloomington (Indiana), 20  de septiembre de 1982) es un escritor estadounidense, autor de novela policíaca y de ficción sobrenatural.

## Biografía
Lector aficionado a la novela negra y la novela policíaca desde muy joven, al parecer decide ser escritor con solo 16 años tras leer Desapareció una noche de Dennis Lehane.
Empezó trabajando como becario de un investigador privado, mientras estudiaba. Se graduó en Justicia Criminal en la Universidad de Indiana, institución que posteriormente le concedió honores de "alumno distinguido".
Antes de dedicarse a tiempo completo a la escritura, trabajó como investigador privado, como periodista e impartió clases de periodismo en la Universidad de Indiana.
Está casado con Christine, y reparten su tiempo entre Bloomington (Indiana) y Camden (Maine).

## Carrera literaria
Publicó su primer libro Tonight I Said Goodbye con sólo 21 años, estudiando aún en la Universidad, y con él obtuvo su primer premio importante, el de Mejor Primera Novela de 2005, entregado por la Private Eye Writers of America.
Siguieron a ese primer trabajo, otras tres novelas protagonizadas por Lincoln Perry, detective privado de Cleveland (Ohio), expolicía y exdueño de un gimnnasio.
A partir de 2015 publicó dos novelas y una novela corta protagonizadas por otro investigador privado, Markus Novak. También ha publicado varias novelas con diversos protagonistas, una de las cuales, Those Who Wish Me Dead, ha sido adaptada al cine en 2021.
Las obras de Koryta han recibido comentarios muy elogiosos de escritores como Stephen King, Dennis Lehane, Lee Child o Michael Connelly.

## Obra publicada
| Año  | Título                        | Protagonista  | Traducción                | Editorial                         | Notas                                   |
| ---- | ----------------------------- | ------------- | ------------------------- | --------------------------------- | --------------------------------------- |
| 2004 | Tonight I Said Goodbye        | Lincoln Perry | Esta noche digo adios     | Mondadori, 2010 978-84-397-2287-8 |                                         |
| 2006 | Sorrow's Anthem               | Lincoln Perry | El lamento de las sirenas | Mondadori, 2011 978-84-397-2381-3 |                                         |
| 2007 | A Welcome Grave               | Lincoln Perry | Una tumba acogedora       | Mondadori, 2012 978-84-397-2515-2 |                                         |
| 2008 | Envy the Night                |               |                           |                                   |                                         |
| 2009 | The Silent Hour               | Lincoln Perry |                           |                                   |                                         |
| 2010 | So Cold the River             |               | Aguas Gélidas             | Roca, 2010 978-84-9918-179-0      |                                         |
| 2011 | The Cypress House             |               |                           |                                   |                                         |
| 2011 | The Ridge                     |               |                           |                                   |                                         |
| 2012 | The Prophet                   |               |                           |                                   |                                         |
| 2013 | The Apex Predator             |               |                           |                                   | Novela corta                            |
| 2014 | Those Who Whish Me Dead       |               |                           |                                   | Adaptada al cine                        |
| 2015 | Last Words                    | Markus Novak  |                           |                                   |                                         |
| 2016 | Rise the Dark                 | Markus Novak  |                           |                                   |                                         |
| 2018 | How it Happened               |               | La verdad más profunda    | RBA, 2019 978-84-9187-543-7       |                                         |
| 2018 | The Last Honest Horse Thief   | Markus Novak  |                           |                                   | Novela corta                            |
| 2019 | If She Wakes                  |               |                           |                                   |                                         |
| 2019 | The Chill                     |               |                           |                                   | Publicada con el seudónimo Scott Carson |
| 2021 | Never Far Away                |               |                           |                                   |                                         |
| 2021 | When A Stranger Comes to Town |               |                           |                                   | Antología de relatos                    |
| 2021 | Where They Wait               |               |                           |                                   | Publicada con el seudónimo Scott Carson |
| 2023 | An Honest Man                 |               |                           |                                   |                                         |
| 2024 | Lost Man's Lane               |               |                           |                                   |                                         |

## Premios
| Año  | Premio                       | Categoría                      | Novela                 | Resultado |
| ---- | ---------------------------- | ------------------------------ | ---------------------- | --------- |
| 2005 | Premio Edgar                 | Mejor primera novela           | Tonight I Said Goodbye | Nominado  |
| 2008 | Los Angeles Times Book Prize | Mejor novela thriller/misterio | Envy the Night         | Ganador   |
| 2009 | Premio Barry                 | Mejor novela                   | Envy the Night         | Nominado  |
| 2010 | Premio Shamus                | Mejor novela                   | The Silent Hour        | Nominado  |
| 2011 | Gold Dagger Award            | Mejor novela                   | The Cypress House      | Nominado  |
| 2012 | Premio Macavity              | Mejor novela                   | The Ridge              | Nominado  |
| 2012 | Premio Thriller              | Mejor novela                   | The Ridge              | Nominado  |
| 2015 | Premio Barry                 | Mejor novela de suspense       | Those Who Wish Me Dead | Ganador   |
| 2020 | Premio Barry                 | Mejor novela                   | If She Wakes           | Nominado  |
| 2024 | Premio Edgar                 | Mejor novela                   | An Honest Man          | Nominado  |

## Filmografía
- Aquellos que desean mi muerte. 2021. Canadá. Dirigida por Taylor Sheridan. Protagonizada por Angelina Jolie y Jon Bernthal. El autor es, junto al director, coautor del guion, que a su vez está basado en su novela Those Who Wish Me Dead.